# Deutsche Post Fleet
Die Deutsche Post Fleet GmbH (kurz: DP Fleet GmbH) ist eine Tochtergesellschaft des Konzerns Deutsche Post AG und zählt zum Unternehmensbereich Global Business Services.
Die DP DHL Fleet GmbH wurde zum 1. Januar 2005 gegründet und stellt allen Organen des Konzerns innerhalb Deutschlands Fahrzeuge zur Verfügung und verwaltet diese analog einer Leasinggesellschaft. Die Verrechnung erfolgt dabei über eine Full Service Leasingrate. Durch dieses Verrechnungsmodell sollten Quersubventionen durch das (mittlerweile abgelaufene) deutsche Briefmonopol verhindert, sowie eine bessere interne Kostentransparenz geschaffen werden.
Mit ca. 67.000 Fahrzeugen betreibt die DP DHL Fleet GmbH einen der größten Fuhrparks Deutschlands (Stand Januar 2012). Die DP DHL Fleet GmbH betreibt ein eigenes Portal um ihre Gebrauchtfahrzeuge zu vermarkten.